# 李晋
李 晋（り しん、1921年8月18日 - 1922年5月11日）は、李垠の第一子・長男。母は日本の皇族・方子女王。肥前佐賀藩主・鍋島直正の玄孫。敬称は「殿下」。

## 生涯
1921年（大正10年）8月18日午前2時35分、李王世子垠と妃・方子女王の第一子として誕生する。佐賀藩主の鍋島直正は高祖父にあたる。誕生に当たり、皇族同様の礼を受けることと、敬称に「殿下」を用いることが定められた。これは、王公家軌範がまだ制定されておらず、王公族の子の身分が定められていなかったことによる。
朝鮮の王族と日本の皇族の間に生まれたため、「日鮮融合」の象徴として注目された。同月24日に「晋」と命名された。誕生して間もなくは乳母が置かれたが、やがて母・方子女王自ら母乳を与えるようになった。
1922年（大正11年）4月23日、李王世子夫妻は生後8か月の晋を連れて東京を発ち、朝鮮を訪問する。これは、晋と李王（純宗）との対面などが目的だった。1922年（大正11年）4月26日午前8時45分、三人は釜山港へ到着。当時映像が趣味であった李垠は、16ミリ撮影機で自らが撮影した里帰りの一部始終が残されていた。方子妃は生後8か月の乳児を連れての長旅が不安ではあったが、無事2週間に渡る夫の祖国での行事が終わろうとしていた。
日本への帰国前日である5月8日の夜、別離の晩餐会が仁政殿で開かれた。晩餐会を終えた二人は、大漢門を通過して石造殿に到着する。まだ車が停車しきらないうちに桜井御用取扱が、ほとんど半狂乱のようになって「若宮さまのご容態が！」と晋の急病を報告した。
二人が晩餐会へ出発する直前まで機嫌よくニコニコとしていたはずの赤ん坊の晋が、苦し気な息遣いで青緑色の液を吐き続けていた。随行の小山善侍医、総督府から志賀潔医院長、小児科医官科長も呼び寄せて応急処置がとられたが、夜が明けても茶褐色の固形物を吐き、容態はどんどん悪化していった。
さらに東京からも帝大の三輪博士にも急遽治療を依頼したが間に合わず、5月11日15時12分に晋は薨去した。
晋の死は急性消化不良と公表された。しかし、帰国中止の第一報で、すでに陰謀説が報道された。さらに、死去直後にも現地（京城）では「報道する自由を持たない」内容の流言蜚語が飛び交っていると報じられた。
方子妃が晋を産んだことにより、李王朝の純血に日本人の血が入ることを拒む毒殺なのではないかとささやかれた。我が子の死出の旅となってしまった方子妃は「自分が死んだ方がどんなによいだろう」と冷たくなった晋の亡骸を抱きしめ、体面も身分も忘れて泣くばかりであった。
その後、方子女王は垠に慰められながらぼんやりとした日々を過ごしていたが、「すえ長く こまの都に しずまりて 人と国とを守れ おさな子」と和歌を詠み、夫のためにも立ち直ろうと努力した。
同月17日、母である方子妃は参列を許されないまま、朝鮮式での葬儀が京城（現ソウル）で執り行われ、京畿道商陽郡清涼里に埋葬された。現在のソウル特別市東大門区にあたり、晋の祖母（垠の実母）純献皇貴妃（嚴氏）が埋葬された永徽園（えいきえん/ヨンフィウォン）とは地続きの、崇仁園（すうじんえん/スンインウォン）である。
夫妻は同月20日に東京に戻った。守り刀や玩具などの遺品は日本へ持ち帰られ、同年8月に東京府内の李王世子邸に神祠が作られた。